# Дутчак Василь Ілліч

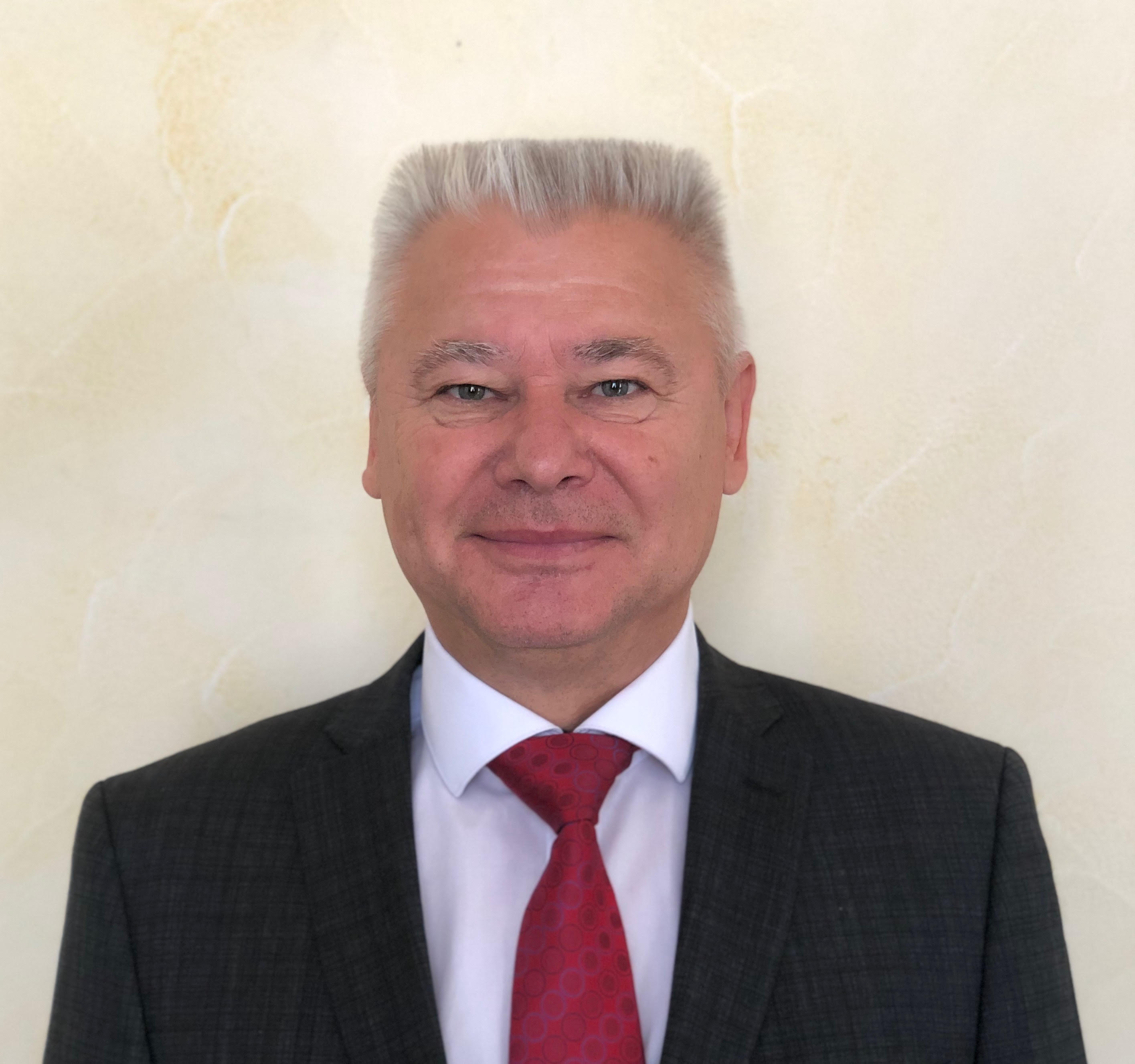
Дутчак Василь Ілліч

Дутчак Василь Ілліч (нар. 26 грудня 1956, с. Коршів, Івано-Франківська обл., Українська РСР, СРСР) – український залізничник, топ-менеджер, громадський діяч.  З 2015 по 2020 роки очолював Київський електровагоноремонтний завод. Екс-голова правління Івано-Франківського локомотиворемонтного заводу.

## Біографія
Народився 26 грудня 1956 року у с. Коршів Коломийського району Івано-Франківської області.
Більшу частину життя присвятив залізничному транспорту, за час трудової діяльності було подано та втілено у виробництво 2 винаходи і 32 пропозиції у відповідній галузі. Брав участь у розробці законопроєктів та інших нормативних актів, ініціював проєкти, спрямовані на удосконалення та розвиток залізничного транспорту в Україні, успішно впровадив досвід європейських підприємств у вітчизняне виробництво. За роки перебування на керівних посадах залізничних підприємств досягнув прибуткової діяльності, якісних показників та рентабельності виробництва. 
Неодноразово брав участь у міжнародних конференціях з питань транспорту.

## Освіта
Вища.
1983 р. – закінчив Івано-Франківський національний технічний університет нафти і газу за спеціальністю «Технологія машинобудування, металоріжучі верстати і інструменти», кваліфікація «Інженер-механік».
2007 р. – закінчив Дніпропетровський національний університет залізничного транспорту ім. академіка В. Лазаряна за спеціальністю «Облік і аудит», кваліфікація «Спеціаліст-економіст».

## Професійна діяльність
З 1998 року здійснює успішну трудову діяльність на керівних посадах.
1998-2001 роки – Генеральний директор КП «Дельта-Д»
З 2001 по 2012 роки - Голова правління ПАТ «Івано-Франківський локомотиворемонтний завод», де проявив себе як мудрий керівник та ефективний антикризовий менеджер. За роки управління заводом вирішив питання погашення багатомісячної заборгованості з оплати праці, налагодив зв’язки з державними органами, посприяв співпраці з іноземними підприємствами та заводами.
У 2013 році став Головою правління регіонального відділення Українського союзу промисловців і підприємців Івано-Франківської області. Цього ж року здійснив офіційний візит до Німеччини, отримавши на персональне запрошення члена парламенту Нижньої Саксонії (ФРН) і мав зустріч з міністром економіки землі Нижня Саксонія.
Неодноразово входив до складу робочих делегацій від України на міжнародних транспортних виставках та конференціях.
З вересня 2015 по червень 2020 років очолював ПрАТ «Київський електровагоноремонтний завод».

## Громадська діяльність
Протягом декількох років був членом громадської ради в Івано-Франківській обласній раді. Входив до складу громадської ради при Івано-Франківській облдержадміністрації.
У 2010 році – радник голови Івано-Франківської ОДА.
Протягом 5 років очолював Раду директорів промислових підприємств м. Івано-Франківськ.
Був членом правління Українського союзу промисловців і підприємців (УСПП), брав участь у розробці законодавчих актів та підготовці змін до законодавства України.
У 2013 році очолив регіональне відділення Українського союзу промисловців і підприємців Івано-Франківської області.

## Відзнаки та нагороди
- Орден «За заслуги» ІІІ ступеня
- Почесне звання «Заслужений працівник промисловості України»
- Знак «Почесний працівник транспорту України»
- Медаль «За заслуги перед Прикарпаттям»
- Інші почесні грамоти та нагороди[які?]